# Autorretrato na penteadeira (Serebriakova)
Autorretrato na Penteadeira (em russo: За туалетом. Автопортрет) é uma pintura da pintora russa Zinaida Evgenievna Serebriakova, produzida em 1909. Faz parte das coleções da Galeria Tretyakov. Suas dimensões são 75 × 65 cm.